# Az RB Leipzig 2012–2013-as szezonja
Az Az RB Leipzig 2012–2013-as szezonja július 12-én kezdődött az első bajnoki mérkőzéssel, melyet Alexander Zorniger, a csapat új vezetőedzője ült a kispadon. Ez volt a csapat 4. szezonja a versenyszerű labdarúgásban, 1. szezonja a Regionalliga Nordost-ban és a 4. szezonja fennállása óta. A csapathoz több új játékos is érkezett az átigazolási időszak alatt.

## Mezek
- Mez: Adidas
- Mezszponzor: Red Bull

| \| \| \| \| \| \| \| \| \| \| \| \| |              |              |
| Hazai mez                           |              |              |
| Team colours                        | Team colours | Team colours |
| Team colours                        |              |              |
| Team colours                        |              |              |

| Team colours | Team colours | Team colours |
| Team colours |              |              |
| Team colours |              |              |

| \| \| \| \| \| \| \| \| \| \| \| \| |              |              |
| Idegenbeli mez                      |              |              |
| Team colours                        | Team colours | Team colours |
| Team colours                        |              |              |
| Team colours                        |              |              |

| Team colours | Team colours | Team colours |
| Team colours |              |              |
| Team colours |              |              |

| \| \| \| \| \| \| \| \| \| \| \| \| |              |              |
| 3. számú mez                        |              |              |
| Team colours                        | Team colours | Team colours |
| Team colours                        |              |              |
| Team colours                        |              |              |

| Team colours | Team colours | Team colours |
| Team colours |              |              |
| Team colours |              |              |

## Játékosok

### Keret
| #  |     | Poszt | Név                  |
| -- | --- | ----- | -------------------- |
| 1  | SUI | K     | Fabio Coltorti       |
| 2  | GER | V     | Marcus Hoffmann      |
| 5  | GER | KP    | Henrik Ernst         |
| 6  | GER | KP    | Jeremy Karikari      |
| 8  | GER | V     | Tim Sebastian        |
| 10 | BRA | KP    | Thiago Rockenbach    |
| 11 | GER | CS    | Daniel Frahn (csk)   |
| 12 | GER | K     | Andreas Kerner       |
| 13 | GER | CS    | Tom Nattermann       |
| 14 | GER | V     | Patrick Koronkiewicz |
| 15 | GER | KP    | Bastian Schulz       |
| 16 | KAZ | V     | Juri Judt            |
| 17 | TUR | V     | Umut Koçin           |

| #  |     | Poszt | Név                 |
| -- | --- | ----- | ------------------- |
| 18 | GER | CS    | Timo Röttger        |
| 19 | GER | CS    | Matthias Morys      |
| 20 | GER | CS    | Stefan Kutschke     |
| 21 | GER | KP    | Paul Schinke        |
| 22 | GER | K     | Benjamin Bellot     |
| 23 | AUT | V     | Niklas Hoheneder    |
| 24 | GER | KP    | Dominik Kaiser      |
| 26 | GER | K     | Erik Domaschke      |
| 27 | GER | CS    | Carsten Kammlott    |
| 28 | GER | V     | Fabian Franke       |
| 29 | GER | KP    | Sebastian Heidinger |
| 30 | GER | V     | Christian Müller    |
| 34 | GER | KP    | Clemens Fandrich    |

## Átigazolások

### Érkezők
| #  |     | Poszt | Név                                              |
| -- | --- | ----- | ------------------------------------------------ |
| 1  | SUI | K     | Fabio Coltorti ( a FC Lausanne-Sporttól)         |
| 6  | GER | KP    | Jeremy Karikari ( a SV Eintracht Trier 05től)    |
| 13 | GER | CS    | Tom Nattermann ( Akadémia)                       |
| 14 | GER | V     | Patrick Koronkiewicz ( a Bayer Leverkusen IItől) |
| 16 | KAZ | V     | Juri Judt ( az 1. FC Nürnbergtől)                |
| 19 | GER | CS    | Matthias Morys ( a Sonnenhof Großaspachtól)      |

| #  |     | Poszt | Név                                          |
| -- | --- | ----- | -------------------------------------------- |
| 24 | GER | KP    | Dominik Kaiser ( a TSG 1899 Hoffenheimtől)   |
| 26 | GER | K     | Erik Domaschke ( szabadon igazolható)        |
| 31 | GER | KP    | Matthias Hamrol ( Akadémia)                  |
| 32 | POL | KP    | Adrian Mrowiec ( a Heartstől)                |
| 34 | GER | KP    | Clemens Fandrich ( az FC Energie Cottbustól) |

### Távozók
| #  |     | Poszt | Név                                            |
| -- | --- | ----- | ---------------------------------------------- |
| 8  | GER | KP    | Tomi Rost ( visszavonult)                      |
| 9  | AUT | CS    | Roman Wallner ( a FC Wacker Innsbruckba)       |
| 14 | GER | V     | Daniel Rosin ( ismeretlen)                     |
| 17 | FIN | V     | Pekka Lagerblom ( szabadon igazolható)         |
| 19 | GER | KP    | Tom Geißler ( a FC Carl Zeiss Jenába)          |
| 25 | GER | KP    | Steven Lewerenz ( a SV Eintracht Trier 05ba)   |
| 27 | GER | KP    | Alexander Laas ( a RB Leipzig IIbe)            |
| 30 | GER | KP    | Maximilian Watzka ( a SV Eintracht Trier 05ba) |
| 32 | POL | V     | Adrian Mrowiec ( szabadon igazolható)          |
| -  | GER | V     | Matthias Buszkowiak ( a SSV Markranstadtba)    |

## Szakmai stáb
| Vezetőedző         | Másodedző   | Kapusedző       | Fitnessedző  | Csapatorvos  |
| Alexander Zorniger | Bódog Tamás | Perry Bräutigam | Tim Lobinger | Philipp Laux |

## Mérkőzések

### Regionalliga Nordost
A Regionalliga Nordost első fordulóját 2012. augusztus 10.–12. között rendezték meg.
Regionalliga Nordost, 1. forduló
| 2012. augusztus 12. 13:30 (CEST) | RB Leipzig             | 1 – 1                 | Union Berlin II                                       | Red Bull Arena, Lipcse Nézőszám: 7 194 Játékvezető: Giese |
| 2012. augusztus 12. 13:30 (CEST) | Frahn 44' Kutschke 71′ | (1 – 1) (Jegyzőkönyv) | Ujazdowski 35' Fritsche Herrmann Simonovic Mrkaljevic | Red Bull Arena, Lipcse Nézőszám: 7 194 Játékvezető: Giese |

RB Leipzig: Coltorti – Koronkiewicz (C. Müller, 46.), Sebastian, F. Franke, Judt – Heidinger (Roettger, 65), D. Kaiser, Ernst (Kammlott, 77), Rockenbach da Silva – Frahn, Kutschke
Union Berlin II: Pruschke – Fritsche (Herrmann, 75), Hoth, Gill, Demirkol – Simonovic (Reimann, 82), Hollwitz, Skrzybski, Hofmann – Mrkaljevic, Ujazdowski
{| style="background:transparent" align="left"
RB Leipzig: Coltorti – Koronkiewicz (C. Müller, 46.), Sebastian, F. Franke, Judt - Heidinger (Roettger, 65), D. Kaiser, Ernst (Kammlott, 77), Rockenbach da Silva - Frahn, Kutschke
Union Berlin II: Pruschke - Fritsche (Herrmann, 75), Hoth, Gill, Demirkol - Simonovic (Reimann, 82), Hollwitz, Skrzybski, Hofmann - Mrkaljevic, Ujazdowski

|}
Regionalliga Nordost, 2. forduló
| 2012. augusztus 26. 13:30 (CEST) | TSG Neustrelitz                            | 1 – 2                 | RB Leipzig                                           | Parkstadion, Neustrelitz Nézőszám: 2 226 Játékvezető: Musick |
| 2012. augusztus 26. 13:30 (CEST) | Fuchs 31' Novy Wunderlich Schönwälder Pütt | (1 – 1) (Jegyzőkönyv) | Frahn 13' Rockenbach 60' C. Müller Heidinger Röttger | Parkstadion, Neustrelitz Nézőszám: 2 226 Játékvezető: Musick |

TSG Neustrelitz: Roggentin – Novy, Morack, Schönwälder, Pütt – Weidlich (Wunderlich, 77), Kurtaj (Süsser, 62), T. Franke, Fuchs – Torunarigha (V. Jovanovic, 75), Rogoli
RB Leipzig: Coltorti – C. Müller, Sebastian (Hoheneder, 58), F. Franke, Judt (Schinke, 46) – D. Kaiser, Röttger, Heidinger (B. Schulz, 84) – Rockenbach da Silva – Frahn, Kammlott
{| style="background:transparent" align="left"
TSG Neustrelitz: Roggentin - Novy, Morack, Schönwälder, Pütt - Weidlich (Wunderlich, 77), Kurtaj (Süsser, 62), T. Franke, Fuchs - Torunarigha (V. Jovanovic, 75), Rogoli
RB Leipzig: Coltorti - C. Müller, Sebastian (Hoheneder, 58), F. Franke, Judt (Schinke, 46) - D. Kaiser, Röttger, Heidinger (B. Schulz, 84) - Rockenbach da Silva - Frahn, Kammlott
|}
Regionalliga Nordost, 3. forduló
| 2012. szeptember 2. 14:00 (CEST) | Lokomotive Leipzig                | 1 – 3                 | RB Leipzig                                                 | Red Bull Arena, Lipcse Nézőszám: 24 795 Játékvezető: Koslowski |
| 2012. szeptember 2. 14:00 (CEST) | Alemdar 90' Seifert Krug Walthier | (0 – 1) (Jegyzőkönyv) | Juri 28' Kutschke 53' Rockenbach 86' Heidinger Frahn Ernst | Red Bull Arena, Lipcse Nézőszám: 24 795 Játékvezető: Koslowski |

Lokomotive Leipzig: Gäng – Bachmann, Krug, Kittler, Theodosiadis (Rolleder, 79) – Alemdar, Seifert, Wendschuch (Grandner, 59), Werner (Brumme, 67), Walthier – Engler
RB Leipzig: Coltorti – C. Müller, F. Franke, Hoheneder, Judt – Röttger (Ernst, 86), D. Kaiser, Rockenbach da Silva, Heidinger (B. Schulz, 73) – Frahn, Kutschke (Kammlott, 81)
{| style="background:transparent" align="left"
Lokomotive Leipzig: Gäng - Bachmann, Krug, Kittler, Theodosiadis (Rolleder, 79) - Alemdar, Seifert, Wendschuch (Grandner, 59), Werner (Brumme, 67), Walthier - Engler
RB Leipzig: Coltorti - C. Müller, F. Franke, Hoheneder, Judt - Röttger (Ernst, 86), D. Kaiser, Rockenbach da Silva, Heidinger (B. Schulz, 73) - Frahn, Kutschke (Kammlott, 81)
|}
Regionalliga Nordost, 4. forduló
| 2012. szeptember 15. 13:30 (CEST) | Rathenow                                                       | 2 – 4                 | RB Leipzig                                          | Stadion Vogelgesang, Rathenow Nézőszám: 1 351 Játékvezető: Becker |
| 2012. szeptember 15. 13:30 (CEST) | Scholz 6' (11-esből) Turhan 36' Cankaya Tsiatouchas Hildebrand | (2 – 2) (Jegyzőkönyv) | Frahn 16' 45' 73' (11-esből) Schulz 81' Franke Judt | Stadion Vogelgesang, Rathenow Nézőszám: 1 351 Játékvezető: Becker |

Rathenow: Subke – Klötzing, Coric (Hildebrand, 21), Scholz, Delvalle – Tsiatouchas (Kapan, 77), Hellwig – Wilcke (Pfefferkorn, 77), Cankaya, Fikic – Turhan
RB Leipzig: Coltorti – C. Müller, F. Franke, Hoheneder, Judt – D. Kaiser – Röttger (B. Schulz, 46), Rockenbach da Silva (Ernst, 83), Heidinger (Schinke, 74) – Frahn, Kutschke
{| style="background:transparent" align="left"
Rathenow: Subke - Klötzing, Coric (Hildebrand, 21), Scholz, Delvalle - Tsiatouchas (Kapan, 77), Hellwig - Wilcke (Pfefferkorn, 77), Cankaya, Fikic - Turhan
RB Leipzig: Coltorti - C. Müller, F. Franke, Hoheneder, Judt - D. Kaiser - Röttger (B. Schulz, 46), Rockenbach da Silva (Ernst, 83), Heidinger (Schinke, 74) - Frahn, Kutschke
|}
Regionalliga Nordost, 5. forduló
| 2012. szeptember 23. 13:30 (CEST) | RB Leipzig                                   | 3 – 0                 | Germania Halberstadt | Red Bull Arena, Lipcse Nézőszám: 6 873 Játékvezető: Ostrin |
| 2012. szeptember 23. 13:30 (CEST) | Kaiser 4' Heidinger 33' Schulz 79' Heidinger | (2 – 0) (Jegyzőkönyv) | Büchler Krüger       | Red Bull Arena, Lipcse Nézőszám: 6 873 Játékvezető: Ostrin |

RB Leipzig: Coltorti – C. Müller, Hoheneder, F. Franke, Schinke (Koronkiewicz, 82) – D. Kaiser, Heidinger (Röttger, 68), B. Schulz, Rockenbach da Silva (Kammlott, 75) – Kutschke, Frahn
Germania Halberstadt: Nagel – Georgi, Handke, Mörck, T. Schulze – Krüger (Seitz, 70), Schubert, Labisch, N. Gottschick (Scheidler, 46) – Worbs (Krontiris, 57), Büchler
{| style="background:transparent" align="left"
RB Leipzig: Coltorti - C. Müller, Hoheneder, F. Franke, Schinke (Koronkiewicz, 82) - D. Kaiser, Heidinger (Röttger, 68), B. Schulz, Rockenbach da Silva (Kammlott, 75) - Kutschke, Frahn
Germania Halberstadt: Nagel - Georgi, Handke, Mörck, T. Schulze - Krüger (Seitz, 70), Schubert, Labisch, N. Gottschick (Scheidler, 46) - Worbs (Krontiris, 57), Büchler
|}
Regionalliga Nordost, 6. forduló
| 2012. szeptember 30. 13:30 (CEST) | VfB Auerbach                                                                | 3 – 4                 | RB Leipzig                                                                    | VfB-Stadion, Auerbach Nézőszám: 2 150 Játékvezető: Wartmann |
| 2012. szeptember 30. 13:30 (CEST) | Vogel 28' (11-esből) Schuch 33' Hampf 90' Dix Blankenburg Mirco Rau Jedinak | (2 – 3) (Jegyzőkönyv) | Heidinger 13' Frahn 29' Rockenbach 39' Kutschke 85' (11-esből) Röttger Franke | VfB-Stadion, Auerbach Nézőszám: 2 150 Játékvezető: Wartmann |

VfB Auerbach: Dix – Kubice, Otte (Jedinak, 40), Vogel – Rau – Sommermeyer (Hampf, 62), Zurawsky, Wemme (Pfoh, 74), Blankenburg – Schuch, Bocek
RB Leipzig: Coltorti – C. Müller, Hoheneder, F. Franke, Schinke – B. Schulz (Ernst, 62), D. Kaiser, Heidinger (Röttger, 33) – Rockenbach da Silva (Sebastian, 82) – Kutschke, Frahn
{| style="background:transparent" align="left"
VfB Auerbach: Dix - Kubice, Otte (Jedinak, 40), Vogel - Rau - Sommermeyer (Hampf, 62), Zurawsky, Wemme (Pfoh, 74), Blankenburg - Schuch, Bocek
RB Leipzig: Coltorti - C. Müller, Hoheneder, F. Franke, Schinke - B. Schulz (Ernst, 62), D. Kaiser, Heidinger (Röttger, 33) - Rockenbach da Silva (Sebastian, 82) - Kutschke, Frahn
|}
Regionalliga Nordost, 7. forduló
| 2012. október 5. 19:00 (CEST) | RB Leipzig                   | 2 – 0                 | ZFC Meuselwitz            | Red Bull Arena, Lipcse Nézőszám: 7 893 Játékvezető: Kluge |
| 2012. október 5. 19:00 (CEST) | Kutschke 22' Frahn 79' Ernst | (1 – 0) (Jegyzőkönyv) | Ferl Weinert Gasch Müller | Red Bull Arena, Lipcse Nézőszám: 7 893 Játékvezető: Kluge |

RB Leipzig: Coltorti – C. Müller, Hoheneder, F. Franke, Schinke – D. Kaiser, B. Schulz (Koronkiewicz, 86) – Rockenbach da Silva (Kammlott, 72), Ernst – Frahn (Karikari, 82), Kutschke
ZFC Meuselwitz: N. Teichmann – Kotowski, F. Müller (Schröter, 90), Ferl, D. Müller – Luck – Re. Weinert (Weis, 60), Rudolph (Serrek, 72), Böhme – Starke, Gasch
{| style="background:transparent" align="left"
RB Leipzig: Coltorti - C. Müller, Hoheneder, F. Franke, Schinke - D. Kaiser, B. Schulz (Koronkiewicz, 86) - Rockenbach da Silva (Kammlott, 72), Ernst - Frahn (Karikari, 82), Kutschke
ZFC Meuselwitz: N. Teichmann - Kotowski, F. Müller (Schröter, 90), Ferl, D. Müller - Luck - Re. Weinert (Weis, 60), Rudolph (Serrek, 72), Böhme - Starke, Gasch
|}
Regionalliga Nordost, 8. forduló
| 2012. október 19. 19:00 (CEST) | VFC Plauen                               | 1 – 1                 | RB Leipzig                                               | Sternquell-Arena, Plauen Nézőszám: 1 630 Játékvezető: Klemm |
| 2012. október 19. 19:00 (CEST) | Kousal 34' Rupf Recklet M.-P. Zimmermann | (1 – 1) (Jegyzőkönyv) | Frahn 36' Judt Kaiser Ernst Frahn Kammlott Heidinger 90′ | Sternquell-Arena, Plauen Nézőszám: 1 630 Játékvezető: Klemm |

VFC Plauen: Person – Landgraf, Thönelt, B. Wolf, Rupf – Recklet, F. Schindler (Fitkau, 82), Sajbidor (To. Schmidt, 59), M.-P. Zimmermann – Kousal, K. Zimmermann
RB Leipzig: Coltorti – C. Müller, Hoheneder, F. Franke, Judt – B. Schulz (Heidinger, 74), D. Kaiser, Ernst (Röttger, 58), Rockenbach da Silva – Kutschke (Kammlott, 81), Frahn
{| style="background:transparent" align="left"
VFC Plauen: Person - Landgraf, Thönelt, B. Wolf, Rupf - Recklet, F. Schindler (Fitkau, 82), Sajbidor (To. Schmidt, 59), M.-P. Zimmermann - Kousal, K. Zimmermann
RB Leipzig: Coltorti - C. Müller, Hoheneder, F. Franke, Judt - B. Schulz (Heidinger, 74), D. Kaiser, Ernst (Röttger, 58), Rockenbach da Silva - Kutschke (Kammlott, 81), Frahn
|}
Regionalliga Nordost, 9. forduló
| 2012. október 27. 13:30 (CEST) | RB Leipzig                     | 2 – 0                 | Hertha BSC II      | Red Bull Arena, Lipcse Nézőszám: 7 246 Játékvezető: Rohde |
| 2012. október 27. 13:30 (CEST) | Hoheneder 80' Frahn 88' Franke | (0 – 0) (Jegyzőkönyv) | Dem Syhre Kachunga | Red Bull Arena, Lipcse Nézőszám: 7 246 Játékvezető: Rohde |

RB Leipzig: Coltorti – C. Müller, Hoheneder, F. Franke, Judt – Röttger (Kutschke, 64), D. Kaiser, B. Schulz (Schinke, 73) – Rockenbach da Silva (Ernst, 82) – Kammlott, Frahn
Hertha BSC II: Sprint – Zingu, Horoszkiewicz, Syhre, Leinau (Brecht, 69) – Zimmer (Obst, 59), Dem, Knoll, Andrich (Scheffler, 82) – Kachunga, Stephan
{| style="background:transparent" align="left"
RB Leipzig: Coltorti - C. Müller, Hoheneder, F. Franke, Judt - Röttger (Kutschke, 64), D. Kaiser, B. Schulz (Schinke, 73) - Rockenbach da Silva (Ernst, 82) - Kammlott, Frahn
Hertha BSC II: Sprint - Zingu, Horoszkiewicz, Syhre, Leinau (Brecht, 69) - Zimmer (Obst, 59), Dem, Knoll, Andrich (Scheffler, 82) - Kachunga, Stephan
|}
Regionalliga Nordost, 10. forduló
| 2012. november 4. 13:30 (CEST) | Torgelower SV Greif | 0 – 4                 | RB Leipzig                                            | Gießerei-Arena, Torgelow Nézőszám: 540 Játékvezető: Burda |
| 2012. november 4. 13:30 (CEST) | Mista Novacic       | (0 – 1) (Jegyzőkönyv) | Frahn 43' 86' Kutschke 65' Schulz 81' Kaiser Kutschke | Gießerei-Arena, Torgelow Nézőszám: 540 Játékvezető: Burda |

Torgelower SV Greif: Kruszynski – Lastovka, Keyser, Rode (Bolivard, 74), Freyer – Novacic, Mista – Kazak (Romanowski, 46), Zschiesche, Hegert – N'Diaye
RB Leipzig: Coltorti – C. Müller, Hoheneder, F. Franke, Judt – Kammlott, D. Kaiser (Sebastian, 78), B. Schulz (Koronkiewicz, 82) – Rockenbach da Silva – Kutschke (Röttger, 67), Frahn
{| style="background:transparent" align="left"
Torgelower SV Greif: Kruszynski - Lastovka, Keyser, Rode (Bolivard, 74), Freyer - Novacic, Mista - Kazak (Romanowski, 46), Zschiesche, Hegert - N'Diaye
RB Leipzig: Coltorti - C. Müller, Hoheneder, F. Franke, Judt - Kammlott, D. Kaiser (Sebastian, 78), B. Schulz (Koronkiewicz, 82) - Rockenbach da Silva - Kutschke (Röttger, 67), Frahn
|}
Regionalliga Nordost, 11. forduló
| 2012. november 11. 13:30 (CEST) | 1. FC Magdeburg                                     | 1 – 4                 | RB Leipzig                                                         | MDCC-Arena, Magdeburg Nézőszám: 10 959 Játékvezető: Siebert |
| 2012. november 11. 13:30 (CEST) | Friebertshäuser 51' Friebertshäuser Kurth Viteritti | (0 – 1) (Jegyzőkönyv) | Rockenbach 26' Schulz 50' Röttger 90' 90+3' Frahn Kutschke Röttger | MDCC-Arena, Magdeburg Nézőszám: 10 959 Játékvezető: Siebert |

1. FC Magdeburg: Tischer – Butzen, Friebertshäuser, Schiller, Blume – Beil (Sowislo, 73), Kurth, Burdenski (Boltze, 73), Reinhard (Moslehe, 59) – Viteritti – Krieger
RB Leipzig: Coltorti – C. Müller, Hoheneder, F. Franke, Judt – B. Schulz (Röttger, 82), D. Kaiser, Schinke (Heidinger, 68), Rockenbach da Silva (Ernst, 76) – Frahn, Kutschke
{| style="background:transparent" align="left"
1. FC Magdeburg: Tischer - Butzen, Friebertshäuser, Schiller, Blume - Beil (Sowislo, 73), Kurth, Burdenski (Boltze, 73), Reinhard (Moslehe, 59) - Viteritti - Krieger
RB Leipzig: Coltorti - C. Müller, Hoheneder, F. Franke, Judt - B. Schulz (Röttger, 82), D. Kaiser, Schinke (Heidinger, 68), Rockenbach da Silva (Ernst, 76) - Frahn, Kutschke
|}
Regionalliga Nordost, 12. forduló
| 2012. november 16. 19:00 (CEST) | RB Leipzig                            | 3 – 0                 | Energie Cottbus II | Red Bull Arena, Lipcse Nézőszám: 6 171 Játékvezető: Schwermer |
| 2012. november 16. 19:00 (CEST) | Frahn 32' Kutschke 36' Rockenbach 58' | (2 – 0) (Jegyzőkönyv) |                    | Red Bull Arena, Lipcse Nézőszám: 6 171 Játékvezető: Schwermer |

RB Leipzig: Coltorti – C. Müller, Hoheneder, F. Franke, Judt – Schinke (Heidinger, 73), D. Kaiser, B. Schulz (Röttger, 61) – Rockenbach da Silva – Kutschke (Kammlott, 61), Frahn
Energie Cottbus II: Gladrow – Ro. Weinert, R. Trehkopf, Steinhauer, C. Schulze (Leinweber, 46) – Bönigk (Mihm, 65), Ziebig – Zerna, M. Miriuta, Geurts (Grahl, 72) – Ludwig
{| style="background:transparent" align="left"
RB Leipzig: Coltorti - C. Müller, Hoheneder, F. Franke, Judt - Schinke (Heidinger, 73), D. Kaiser, B. Schulz (Röttger, 61) - Rockenbach da Silva - Kutschke (Kammlott, 61), Frahn
Energie Cottbus II: Gladrow - Ro. Weinert, R. Trehkopf, Steinhauer, C. Schulze (Leinweber, 46) - Bönigk (Mihm, 65), Ziebig - Zerna, M. Miriuta, Geurts (Grahl, 72) - Ludwig
|}
Regionalliga Nordost, 13. forduló
| 2012. november 24. 13:30 (CEST) | FSV Zwickau                     | 0 – 1                 | RB Leipzig              | Sportforum „Sojus“ Eckersbach, Zwickau Nézőszám: 3 374 Játékvezető: Burda |
| 2012. november 24. 13:30 (CEST) | Trehkopf Baumann Stiefel Kellig | (0 – 0) (Jegyzőkönyv) | Frahn 81' Müller Kaiser | Sportforum „Sojus“ Eckersbach, Zwickau Nézőszám: 3 374 Játékvezető: Burda |

FSV Zwickau: Unger (Wohlfeld, 28) – Fuß, M. Trehkopf, Paul, Göbel (Baumann, 45) – Stiefel, Röhr – Wölfel, Fugmann, Luge (Frick, 30) – Kellig
RB Leipzig: Coltorti – C. Müller, Hoheneder, F. Franke, Judt – Schinke (Kammlott, 60), D. Kaiser, B. Schulz (Röttger, 66) – Rockenbach da Silva (Heidinger, 79) – Kutschke, Frahn
{| style="background:transparent" align="left"
FSV Zwickau: Unger (Wohlfeld, 28) - Fuß, M. Trehkopf, Paul, Göbel (Baumann, 45) - Stiefel, Röhr - Wölfel, Fugmann, Luge (Frick, 30) - Kellig
RB Leipzig: Coltorti - C. Müller, Hoheneder, F. Franke, Judt - Schinke (Kammlott, 60), D. Kaiser, B. Schulz (Röttger, 66) - Rockenbach da Silva (Heidinger, 79) - Kutschke, Frahn
|}
Regionalliga Nordost, 14. forduló
| 2012. december 2. 13:30 (CEST) | RB Leipzig          | 1 – 1                 | Carl Zeiss Jena                         | Red Bull Arena, Lipcse Nézőszám: 12 194 Játékvezető: Wessel |
| 2012. december 2. 13:30 (CEST) | Kaiser 83' Kammlott | (0 – 0) (Jegyzőkönyv) | Schmidt 58' Wolf Berbig Eckardt Peßolat | Red Bull Arena, Lipcse Nézőszám: 12 194 Játékvezető: Wessel |

RB Leipzig: Coltorti – C. Müller, F. Franke, Hoheneder (Ernst, 78), Judt – D. Kaiser, B. Schulz (Kammlott, 57), Heidinger (Röttger, 58), Rockenbach da Silva – Kutschke, Frahn
Carl Zeiss Jena: Berbig – Dvorschak, Schulte, Peßolat, R. Wolf – M. Riemer, Geißler, Ti. Schmidt (Barth, 90+2), Schlosser (Brinkmann, 84) – Fries (Ibold, 88), Eckardt
{| style="background:transparent" align="left"
RB Leipzig: Coltorti - C. Müller, F. Franke, Hoheneder (Ernst, 78), Judt - D. Kaiser, B. Schulz (Kammlott, 57), Heidinger (Röttger, 58), Rockenbach da Silva - Kutschke, Frahn
Carl Zeiss Jena: Berbig - Dvorschak, Schulte, Peßolat, R. Wolf - M. Riemer, Geißler, Ti. Schmidt (Barth, 90+2), Schlosser (Brinkmann, 84) - Fries (Ibold, 88), Eckardt
|}
Regionalliga Nordost, 15. forduló
| 2013. március 24. 14:00 (CEST) | RB Leipzig          | 1 – 0                 | Berliner AK 07 | Red Bull Arena, Lipcse Nézőszám: 7 583 Játékvezető: Wilske |
| 2013. március 24. 14:00 (CEST) | Fandrich 22' Kaiser | (1 – 0) (Jegyzőkönyv) | Blazynski      | Red Bull Arena, Lipcse Nézőszám: 7 583 Játékvezető: Wilske |

RB Leipzig: Coltorti – Koronkiewicz (Judt, 61), Sebastian, Hoheneder, F. Franke – Fandrich (Kutschke, 81), D. Kaiser, Karikari, Morys – Frahn, Kammlott (Röttger, 56)
Berliner AK 07: Kisiel – Lichte, Gerlach, R. Teichmann (Avcioglu, 61), Krstic – Altiparmak, N. Brandt, Blazynski, Kruschke – Malinowski – Hebisch
{| style="background:transparent" align="left"
RB Leipzig: Coltorti - Koronkiewicz (Judt, 61), Sebastian, Hoheneder, F. Franke - Fandrich (Kutschke, 81), D. Kaiser, Karikari, Morys - Frahn, Kammlott (Röttger, 56)
Berliner AK 07: Kisiel - Lichte, Gerlach, R. Teichmann (Avcioglu, 61), Krstic - Altiparmak, N. Brandt, Blazynski, Kruschke - Malinowski - Hebisch
|}
Regionalliga Nordost, 16. forduló
| 2013. április 3. 17:30 (CEST) | Union Berlin II                                    | 1 - 2                 | RB Leipzig                       | Sportplatz Bruno-Bürgel-Weg, Berlin Nézőszám: 324 Játékvezető: Schwermer |
| 2013. április 3. 17:30 (CEST) | Ujazdowski 83' (11-esből) Hollwitz Giese Skrzybski | (0 - 1) (Jegyzőkönyv) | Frahn 6' 90' (11-esből) Fandrich | Sportplatz Bruno-Bürgel-Weg, Berlin Nézőszám: 324 Játékvezető: Schwermer |

Union Berlin II:Pruschke – Wiebach, Gill (Hofmann, 73), Hollwitz, Demirkol – Giese, Fritsche – Razeek, Zejnullahu (Mrkaljevic, 83), Ujazdowski – Skrzybski
RB Leipzig:Coltorti – Judt, Hoheneder, F. Franke, Kocin – Karikari – B. Schulz (Röttger, 87), Fandrich (Heidinger, 64) – Rockenbach da Silva (Kammlott, 80) – Kutschke, Frahn
{| style="background:transparent" align="left"
Union Berlin II:Pruschke - Wiebach, Gill (Hofmann, 73), Hollwitz, Demirkol - Giese, Fritsche - Razeek, Zejnullahu (Mrkaljevic, 83), Ujazdowski - Skrzybski
RB Leipzig:Coltorti - Judt, Hoheneder, F. Franke, Kocin - Karikari - B. Schulz (Röttger, 87), Fandrich (Heidinger, 64) - Rockenbach da Silva (Kammlott, 80) - Kutschke, Frahn
|}
Regionalliga Nordost, 17. forduló
| 2013. február 15. 19:30 (CEST) | RB Leipzig          | 1 – 0                 | TSG Neustrelitz        | Red Bull Arena, Lipcse Nézőszám: 5 349 Játékvezető: Wilske |
| 2013. február 15. 19:30 (CEST) | Kammlott 23' Schulz | (1 – 0) (Jegyzőkönyv) | Novy Schindler Kahlert | Red Bull Arena, Lipcse Nézőszám: 5 349 Játékvezető: Wilske |

RB Leipzig: Coltorti - C. Müller, Sebastian, Hoheneder, Judt - Röttger (Kutschke, 57), Karikari, B. Schulz (Fandrich, 68), Rockenbach da Silva - Frahn, Kammlott (Ernst, 77)
TSG Neustrelitz: Bittner - Novy, T. Franke, Kahlert, Pütt (Diouf, 84) - Morack, Hempel, Fuchs, Rogoli, Weidlich (K. Schindler, 81) - V. Jovanovic (Ben-Hatira, 62)
Regionalliga Nordost, 18. forduló
| 2013. május 8. 18:00 (CEST) | RB Leipzig         | 0 – 0                 | Lokomotive Leipzig                         | Red Bull Arena, Lipcse Nézőszám: 20 348 Játékvezető: Ostrin |
| 2013. május 8. 18:00 (CEST) | Hoheneder Kutschke | (0 – 0) (Jegyzőkönyv) | Kittler Ronny Werner Grandner Theodosiadis | Red Bull Arena, Lipcse Nézőszám: 20 348 Játékvezető: Ostrin |

RB Leipzig: Bellot - C. Müller, Hoheneder, F. Franke, Schinke (Heidinger, 67) - Fandrich, D. Kaiser, B. Schulz (Röttger, 73) - Rockenbach da Silva - Kutschke, Frahn (Morys, 21)
Lokomotive Leipzig: Gäng - Seifert, Kittler, Surma, Werner - Grandner, R. Hildebrandt, Spahiu (Seipel, 79), Theodosiadis (Oechsner, 89) - Rolleder (Saalbach, 68), Schulz
Regionalliga Nordost, 19. forduló
| 2013. március 2. 13:30 (CEST) | RB Leipzig                      | 2 – 1                 | Rathenow                      | Red Bull Arena, Lipcse Nézőszám: 4 561 Játékvezető: Pawlowski |
| 2013. március 2. 13:30 (CEST) | Rockenbach 25' Frahn 60' Franke | (1 – 1) (Jegyzőkönyv) | Kalan 9' Kalan Baldes Hellwig | Red Bull Arena, Lipcse Nézőszám: 4 561 Játékvezető: Pawlowski |

RB Leipzig: Coltorti – C. Müller, Hoheneder, Sebastian, F. Franke – Morys (Kutschke, 78), Karikari, B. Schulz (Ernst, 81), Rockenbach da Silva – Kammlott (Röttger, 70), Frahn
Optik Rathenow: Subke – Delvalle, Klötzing, Scholz, Leroy – Tsiatouchas, Mießner (Hildebrand, 87), Baldes (Hellwig, 76), Kalan – Cankaya, Turhan (Owczarek, 81)
{| style="background:transparent" align="left"
RB Leipzig: Coltorti - C. Müller, Hoheneder, Sebastian, F. Franke - Morys (Kutschke, 78), Karikari, B. Schulz (Ernst, 81), Rockenbach da Silva - Kammlott (Röttger, 70), Frahn
Optik Rathenow: Subke - Delvalle, Klötzing, Scholz, Leroy - Tsiatouchas, Mießner (Hildebrand, 87), Baldes (Hellwig, 76), Kalan - Cankaya, Turhan (Owczarek, 81)

Regionalliga Nordost, 20. forduló
| 2013. március 10. 13:30 (CEST) | Germania Halberstadt | 0 – 0                 | RB Leipzig              | Friedensstadion, Halberstadt Nézőszám: 1 027 Játékvezető: Kleinschmidt |
| 2013. március 10. 13:30 (CEST) |                      | (0 – 0) (Jegyzőkönyv) | Kutschke Frahn Karikari | Friedensstadion, Halberstadt Nézőszám: 1 027 Játékvezető: Kleinschmidt |

Germania Halberstadt: P. Nagel – Georgi, Handke, Schütze, T. Schulze – Schubert, Mörck (Neef, 80) – Hofer (J. Nagel, 62), Krontiris (Worbs, 90), Bolivard – N. Gottschick
RB Leipzig: Coltorti – C. Müller, Hoheneder, Sebastian, F. Franke – Morys (Fandrich, 65), Karikari, B. Schulz (Ernst, 90) – Kutschke, Frahn, Rockenbach da Silva (Röttger, 65)
{| style="background:transparent" align="left"
Germania Halberstadt: P. Nagel - Georgi, Handke, Schütze, T. Schulze - Schubert, Mörck (Neef, 80) - Hofer (J. Nagel, 62), Krontiris (Worbs, 90), Bolivard - N. Gottschick
RB Leipzig: Coltorti - C. Müller, Hoheneder, Sebastian, F. Franke - Morys (Fandrich, 65), Karikari, B. Schulz (Ernst, 90) - Kutschke, Frahn, Rockenbach da Silva (Röttger, 65)

Regionalliga Nordost, 21. forduló
| 2013. március 15. 19:30 (CEST) | RB Leipzig | 1 – 0                 | VfB Auerbach                     | Red Bull Arena, Lipcse Nézőszám: 4 125 Játékvezető: Hösel |
| 2013. március 15. 19:30 (CEST) | Frahn 71'  | (0 – 0) (Jegyzőkönyv) | Blankenburg Vogel Hampf Zurawsky | Red Bull Arena, Lipcse Nézőszám: 4 125 Játékvezető: Hösel |

RB Leipzig: Coltorti – C. Müller, Hoheneder, Sebastian, F. Franke – D. Kaiser, Karikari, B. Schulz (Morys, 61), Rockenbach da Silva (Röttger, 46) – Kammlott (Ernst, 83), Frahn
VfB Auerbach: Dölz – Kubice, Vogel, Rau, Hampf – Blankenburg, Jedinak (Pfoh, 87), Sommermeyer, Wemme (Zurawsky, 80) – Schuch, Bocek
{| style="background:transparent" align="left"
RB Leipzig: Coltorti - C. Müller, Hoheneder, Sebastian, F. Franke - D. Kaiser, Karikari, B. Schulz (Morys, 61), Rockenbach da Silva (Röttger, 46) - Kammlott (Ernst, 83), Frahn
VfB Auerbach: Dölz - Kubice, Vogel, Rau, Hampf - Blankenburg, Jedinak (Pfoh, 87), Sommermeyer, Wemme (Zurawsky, 80) - Schuch, Bocek
|}
Regionalliga Nordost, 22. forduló
| 2013. március 31. 13:30 (CEST) | ZFC Meuselwitz         | 0 – 0                 | RB Leipzig | Bluechip-Arena, Meuselwitz Nézőszám: 1 972 Játékvezető: Pawlowski |
| 2013. március 31. 13:30 (CEST) | Kotowski Starke Müller | (0 – 0) (Jegyzőkönyv) | Karikari   | Bluechip-Arena, Meuselwitz Nézőszám: 1 972 Játékvezető: Pawlowski |

ZFC Meuselwitz: N. Teichmann – Kotowski, F. Müller, Ferl, Böhme – D. Müller – Re. Weinert, Rudolph, Starke, Albert (Luck, 74) – Gasch (Latowski, 86)
RB Leipzig: Coltorti – Judt, Hoheneder, Sebastian, F. Franke – Fandrich (B. Schulz, 86), D. Kaiser, Karikari (Röttger, 69) – Rockenbach da Silva – Morys (Kutschke, 57), Frahn
{| style="background:transparent" align="left"
ZFC Meuselwitz: N. Teichmann - Kotowski, F. Müller, Ferl, Böhme - D. Müller - Re. Weinert, Rudolph, Starke, Albert (Luck, 74) - Gasch (Latowski, 86)
RB Leipzig: Coltorti - Judt, Hoheneder, Sebastian, F. Franke - Fandrich (B. Schulz, 86), D. Kaiser, Karikari (Röttger, 69) - Rockenbach da Silva - Morys (Kutschke, 57), Frahn
|}
Regionalliga Nordost, 23. forduló
| 2013. április 7. 13:30 (CEST) | RB Leipzig             | 2 – 2                 | VFC Plauen                                    | Red Bull Arena, Lipcse Nézőszám: 5 269 Játékvezető: Becker |
| 2013. április 7. 13:30 (CEST) | Morys 27' Franke 90+2' | (1 – 0) (Jegyzőkönyv) | K. Zimmermann 56' M.-P. Zimmermann 68' Frisch | Red Bull Arena, Lipcse Nézőszám: 5 269 Játékvezető: Becker |

RB Leipzig: Coltorti – Judt, Hoheneder (Ernst, 43), F. Franke, Kocin – Karikari, Fandrich (Rockenbach da Silva, 43), D. Kaiser, Röttger (Kutschke, 71) – Morys, Frahn
VFC Plauen: Person – Landgraf, Färber, Fitkau, Frisch – K. Zimmermann, Rupf – Knoll (Hager, 81), Sajbidor (Nolde, 81) – Wild – M.-P. Zimmermann (B. Wolf, 90)
{| style="background:transparent" align="left"
RB Leipzig: Coltorti - Judt, Hoheneder (Ernst, 43), F. Franke, Kocin - Karikari, Fandrich (Rockenbach da Silva, 43), D. Kaiser, Röttger (Kutschke, 71) - Morys, Frahn
VFC Plauen: Person - Landgraf, Färber, Fitkau, Frisch - K. Zimmermann, Rupf - Knoll (Hager, 81), Sajbidor (Nolde, 81) - Wild - M.-P. Zimmermann (B. Wolf, 90)
|}
Regionalliga Nordost, 24. forduló
| 2013. április 14. 13:30 (CEST) | Hertha BSC II        | 1 – 2                 | RB Leipzig                              | Friedrich-Ludwig-Jahn-Sportpark, Berlin Nézőszám: 948 Játékvezető: Oliver |
| 2013. április 14. 13:30 (CEST) | Sahar 47' Breitkreuz | (0 – 1) (Jegyzőkönyv) | Frahn 29' B. Schulz 29' Franke Karikari | Friedrich-Ludwig-Jahn-Sportpark, Berlin Nézőszám: 948 Játékvezető: Oliver |

Hertha BSC II: Sprint – Leinau, S. Breitkreuz, Dem, Radjabali-Fardi – Diring (Scheffler, 79), Knoll (Andrich, 84) – Zimmer (Obst, 79), Mukhtar, P. Breitkreuz – Sahar
RB Leipzig: Coltorti – C. Müller, Hoheneder, F. Franke, Judt – Fandrich (Morys, 67), D. Kaiser, Rockenbach da Silva (Karikari, 76), B. Schulz (Ernst, 85) – Kutschke, Frahn
{| style="background:transparent" align="left"
Hertha BSC II: Sprint - Leinau, S. Breitkreuz, Dem, Radjabali-Fardi - Diring (Scheffler, 79), Knoll (Andrich, 84) - Zimmer (Obst, 79), Mukhtar, P. Breitkreuz - Sahar
RB Leipzig: Coltorti - C. Müller, Hoheneder, F. Franke, Judt - Fandrich (Morys, 67), D. Kaiser, Rockenbach da Silva (Karikari, 76), B. Schulz (Ernst, 85) - Kutschke, Frahn
|}
Regionalliga Nordost, 25. forduló
| 2013. április 20. 13:30 (CEST) | RB Leipzig                                                   | 5 – 0                 | Torgelower SV Greif | Red Bull Arena, Lipcse Nézőszám: 4 698 Játékvezető: Anger |
| 2013. április 20. 13:30 (CEST) | Kaiser 42' Frahn 45' B. Schulz 47' Kammlott 66' Fandrich 71' | (2 – 0) (Jegyzőkönyv) | Gajewski            | Red Bull Arena, Lipcse Nézőszám: 4 698 Játékvezető: Anger |

RB Leipzig: Coltorti – C. Müller, Hoheneder, Ernst, Judt – Fandrich, D. Kaiser (Heidinger, 77), B. Schulz (Röttger, 64) – Rockenbach da Silva – Kutschke, Frahn (Kammlott, 64)
Torgelower SV Greif: Greulich – Jager, Rode, Mista, Keyser – Zschiesche (Stoeter, 64), Novacic, Hegert, Freyer (Gajewski, 71) – Duspara, N'Diaye (Kazak, 77)
{| style="background:transparent" align="left"
RB Leipzig: Coltorti - C. Müller, Hoheneder, Ernst, Judt - Fandrich, D. Kaiser (Heidinger, 77), B. Schulz (Röttger, 64) - Rockenbach da Silva - Kutschke, Frahn (Kammlott, 64)
Torgelower SV Greif: Greulich - Jager, Rode, Mista, Keyser - Zschiesche (Stoeter, 64), Novacic, Hegert, Freyer (Gajewski, 71) - Duspara, N'Diaye (Kazak, 77)

|}
Regionalliga Nordost, 26. forduló
| 2013. április 28. 13:30 (CEST) | RB Leipzig                                        | 4 – 0                 | 1. FC Magdeburg        | Red Bull Arena, Lipcse Nézőszám: 7 432 Játékvezető: Kleinschmidt |
| 2013. április 28. 13:30 (CEST) | Kutschke 18' 25' 48' Frahn 90' B. Schulz Karikari | (2 – 0) (Jegyzőkönyv) | Butzen Friebertshäuser | Red Bull Arena, Lipcse Nézőszám: 7 432 Játékvezető: Kleinschmidt |

RB Leipzig: Coltorti – C. Müller, Hoheneder, F. Franke, Judt – D. Kaiser, B. Schulz, Rockenbach da Silva (Kammlott, 79), Fandrich (Röttger, 61) – Kutschke (Karikari, 72), Frahn
1. FC Magdeburg: Tischer – Butzen, Hackenberg, Friebertshäuser, Lenk – Burdenski (Krieger, 64), Kurth (Blume, 71), Viteritti, Beil – Beck (Boltze, 64), Teixeira Rebelo
{| style="background:transparent" align="left"
RB Leipzig: Coltorti - C. Müller, Hoheneder, F. Franke, Judt - D. Kaiser, B. Schulz, Rockenbach da Silva (Kammlott, 79), Fandrich (Röttger, 61) - Kutschke (Karikari, 72), Frahn
1. FC Magdeburg: Tischer - Butzen, Hackenberg, Friebertshäuser, Lenk - Burdenski (Krieger, 64), Kurth (Blume, 71), Viteritti, Beil - Beck (Boltze, 64), Teixeira Rebelo
|}
Regionalliga Nordost, 27. forduló
| 2013. május 4. 13:30 (CEST) | Energie Cottbus II   | 1 – 4                 | RB Leipzig                                                           | Stadion der Freundschaft, Cottbus Nézőszám: 326 Játékvezető: Prager |
| 2013. május 4. 13:30 (CEST) | Börner 76' M. Kaiser | (0 – 2) (Jegyzőkönyv) | Schulz 26' Rockenbach 42' Hoheneder 60' Röttger 82' Hoheneder Bellot | Stadion der Freundschaft, Cottbus Nézőszám: 326 Játékvezető: Prager |

Energie Cottbus II: Gladrow – Leinweber (Lindner, 46), Steinhauer (M. Kaiser, 46), Börner, R. Trehkopf – Grahl, Hausdorf, M. Miriuta, Zerna (C. Schulze, 70) – Ziane, Adlung
RB Leipzig: Bellot – C. Müller, Hoheneder, F. Franke, Schinke – Fandrich, D. Kaiser, B. Schulz (Karikari, 81), Rockenbach da Silva (Röttger, 64) – Kutschke (Morys, 64), Frahn
{| style="background:transparent" align="left"
Energie Cottbus II: Gladrow - Leinweber (Lindner, 46), Steinhauer (M. Kaiser, 46), Börner, R. Trehkopf - Grahl, Hausdorf, M. Miriuta, Zerna (C. Schulze, 70) - Ziane, Adlung
RB Leipzig: Bellot - C. Müller, Hoheneder, F. Franke, Schinke - Fandrich, D. Kaiser, B. Schulz (Karikari, 81), Rockenbach da Silva (Röttger, 64) - Kutschke (Morys, 64), Frahn
|}
Regionalliga Nordost, 28. forduló
| 2013. május 12. 13:30 (CEST) | RB Leipzig | 0 – 0                 | FSV Zwickau | Red Bull Arena, Lipcse Nézőszám: 6 481 Játékvezető: Klemm |
| 2013. május 12. 13:30 (CEST) | Kammlott   | (0 – 0) (Jegyzőkönyv) | Trehkopf    | Red Bull Arena, Lipcse Nézőszám: 6 481 Játékvezető: Klemm |

RB Leipzig: Domaschke – Heidinger, Hoheneder, Hoffmann, Kocin – Ernst, Röttger, Schinke, Nattermann (Siebeck, 46) – Morys, Kammlott (Fandrich, 89)
FSV Zwickau: Unger – Fuß, M. Trehkopf, Eggert, Göbel (Doro, 22) – Röhr, Stiefel – Wölfel, Frick, Luge – Ullmann (Fugmann, 76)
{| style="background:transparent" align="left"
RB Leipzig: Domaschke - Heidinger, Hoheneder, Hoffmann, Kocin - Ernst, Röttger, Schinke, Nattermann (Siebeck, 46) - Morys, Kammlott (Fandrich, 89)
FSV Zwickau: Unger - Fuß, M. Trehkopf, Eggert, Göbel (Doro, 22) - Röhr, Stiefel - Wölfel, Frick, Luge - Ullmann (Fugmann, 76)
|}
Regionalliga Nordost, 29. forduló
| 2013. május 19. 13:30 (CEST) | Carl Zeiss Jena                                                            | 4 – 5                 | RB Leipzig                                                                                               | Ernst-Abbe-Sportfeld, Jéna Nézőszám: 5 545 Játékvezető: Kluge |
| 2013. május 19. 13:30 (CEST) | Trytko 2' 60' Peßolat 41' C. Müller 85' (öngól) Berbig Giebel Riemer Shala | (2 – 3) (Jegyzőkönyv) | Kammlott 5' 35' B. Schulz 24' T. Rockenbach 74' (11-esből) Morys 81' Heidinger Franke B. Schulz Kutschke | Ernst-Abbe-Sportfeld, Jéna Nézőszám: 5 545 Játékvezető: Kluge |

Carl Zeiss Jena: Berbig – Giebel, Dvorschak, Grösch (Brinkmann, 77), Schulte – M. Riemer – Ti. Schmidt, Peßolat, Schlosser (Six, 66) – Trytko, Shala
RB Leipzig: Coltorti – C. Müller, Hoheneder, Heidinger, F. Franke – B. Schulz (Ernst, 82), D. Kaiser, Röttger (Fandrich, 66) – Rockenbach da Silva (Morys, 75) – Kutschke, Kammlott
{| style="background:transparent" align="left"
Carl Zeiss Jena: Berbig - Giebel, Dvorschak, Grösch (Brinkmann, 77), Schulte - M. Riemer - Ti. Schmidt, Peßolat, Schlosser (Six, 66) - Trytko, Shala
RB Leipzig: Coltorti - C. Müller, Hoheneder, Heidinger, F. Franke - B. Schulz (Ernst, 82), D. Kaiser, Röttger (Fandrich, 66) - Rockenbach da Silva (Morys, 75) - Kutschke, Kammlott
|}
Regionalliga Nordost, 30. forduló
| 2013. május 25. 13:30 (CEST) | Berliner AK 07      | 1 – 1                 | RB Leipzig | Poststadion, Berlin Nézőszám: 509 Játékvezető: Anger |
| 2013. május 25. 13:30 (CEST) | Hebisch 45' Hebisch | (1 – 1) (Jegyzőkönyv) | Ernst 39'  | Poststadion, Berlin Nézőszám: 509 Játékvezető: Anger |

Berliner AK 07: Kisiel – Lichte, R. Teichmann, Gerlach, Krstic – N. Brandt, Blazynski (Deniz, 59), Siemund – Malinowski – Cakmak (Avcioglu, 70), Hebisch (Yigitoglu, 88)
RB Leipzig: Domaschke – Koronkiewicz, Sebastian, Kocin, Judt – Legien (Röttger, 63), Ernst, Schinke – Fandrich (Siebeck, 81) – Nattermann, Morys
{| style="background:transparent" align="left"
Berliner AK 07: Kisiel - Lichte, R. Teichmann, Gerlach, Krstic - N. Brandt, Blazynski (Deniz, 59), Siemund - Malinowski - Cakmak (Avcioglu, 70), Hebisch (Yigitoglu, 88)
RB Leipzig: Domaschke - Koronkiewicz, Sebastian, Kocin, Judt - Legien (Röttger, 63), Ernst, Schinke - Fandrich (Siebeck, 81) - Nattermann, Morys
|}
Tabella
| # | Csapat          | M  | Gy | D  | V  | Lg | Kg | Gk  | P  | Megjegyzés        |
| - | --------------- | -- | -- | -- | -- | -- | -- | --- | -- | ----------------- |
| 1 | RB Leipzig      | 30 | 21 | 9  | 0  | 65 | 22 | +43 | 72 | 3. Liga rájátszás |
| 2 | Carl Zeiss Jena | 30 | 16 | 10 | 4  | 54 | 28 | +26 | 58 |                   |
| 3 | FSV Zwickau     | 30 | 13 | 14 | 3  | 44 | 14 | +30 | 53 |                   |
| 4 | Berliner AK 07  | 30 | 13 | 14 | 3  | 37 | 18 | +19 | 53 |                   |
| 5 | Hertha BSC II   | 30 | 14 | 4  | 12 | 46 | 39 | +7  | 46 |                   |

Utolsó frissítés: 2013. június 8.
Forrás: 
Rendezési elv: 1. pontszám; 2. gólkülönbség; 3. lőtt gólok.
# = helyezés; M = játszott meccsek száma; Gy = győzelmek; D = döntetlenek; V = vereségek; Lg = lőtt gólok; Kg = kapott gólok; Gk = gólkülönbség; Pont = pontok; (B) = bajnok; (K) = kiesett; (F) = feljutott.

### Regionalliga rájátszás
| 2013. május 29. 17:30 |

| RB Leipzig                                           | 2 - 0               | Sportfreunde Lotte                      |
| ---------------------------------------------------- | ------------------- | --------------------------------------- |
| Kutschke 47' (tizenegyes) Morys 84' Kaiser C. Müller | (0 – 0) Jegyzőkönyv | Shapourzadeh Gorschlüter Chahed Willers |

| Red Bull Arena, Lipcse Nézőszám: 30 104 Játékvezető: Bibiana Steinhaus |

| 2013. június 2. 14:00 |

| Sportfreunde Lotte                                                            | 2 - 4 (h. u.)                     | RB Leipzig                                                                                 |
| ----------------------------------------------------------------------------- | --------------------------------- | ------------------------------------------------------------------------------------------ |
| Willers 26' Schmidt 90+5' Kunert Kotuljac Hohnstedt Prokoph Wiwerink Buchholz | (1 – 0, 2 – 0, 2 – 1) Jegyzőkönyv | Willers 95' Kutschke 105' Frahn Heidinger T. Rockenbach Hoheneder Kammlott Kaiser Kutschke |

| ConnectM-Arena, Lotte Nézőszám: 5 604 Játékvezető: Thorsten Schriever |

### Sachsenpokal
| 2012. október 13. 14:00 |

| SV Einheit Kamenz | 0 - 1               | RB Leipzig   |
| ----------------- | ------------------- | ------------ |
|                   | (0 – 0) Jegyzőkönyv | Kutschke 45' |

| Stadion Kamenz Rasenplatz, Kamenz Nézőszám: 1 276 Játékvezető: Alexander Sather |

| 2012. november 21. 13:00 |

| Bischofswerdaer FV | 0 - 3               | RB Leipzig                              |
| ------------------ | ------------------- | --------------------------------------- |
|                    | (0 – 0) Jegyzőkönyv | Heidinger 71' Sebastian 84' Röttger 86' |

| Holzwaren-Simundt Kampfbahn, Bischofswerda Nézőszám: 716 Játékvezető: Stephan Markowitz |

| 2013. április 24. 17:30 |

| FC Oberlausitz Neugersdorf | 2 - 2 (h. u.)                     | RB Leipzig                      |
| -------------------------- | --------------------------------- | ------------------------------- |
| Sisler 5' 54'              | (1 – 0, 2 – 2, 2 – 2) Jegyzőkönyv | Kaiser 46' Heidinger 53'        |
| Büntetőpárbaj              |                                   |                                 |
| Flachbart Sisler Berg      | 3 – 4                             | Frahn Kaiser Kutschke C. Müller |

| ENSO-Oberlausitzarena, Neugersdorf Nézőszám: 1 559 Játékvezető: Stephan Markowitz |

| 2013. május 15. 19:30 |

| RB Leipzig                                      | 4 - 2               | Chemnitzer FC         |
| ----------------------------------------------- | ------------------- | --------------------- |
| Rockenbach 39' Franke 70' Röttger 81' Morys 87' | (1 – 2) Jegyzőkönyv | Makarenko 7' Fink 44' |

| Red Bull Arena, Lipcse Nézőszám: 16 864 Játékvezető: Lutz Rosenkranz |

### Barátságos mérkőzések
| 2013. január 13. 16:00 |

| RB Leipzig                                               | 7 - 0               | SG LVB Leipzig |
| -------------------------------------------------------- | ------------------- | -------------- |
| Rockenbach 5' 36' Kammlott 56' 69' 75' Hoheneder 66' 79' | (2 – 0) Jegyzőkönyv |                |

| Cottaweg Nézőszám: 852 |

| 2013. január 19. 12:00 |

| RB Leipzig                                                     | 4 - 2               | FC Liefering         |
| -------------------------------------------------------------- | ------------------- | -------------------- |
| Frahn 8' (11-esből) 37' (11-esből) Rockenbach 79' Kammlott 89' | (2 – 2) Jegyzőkönyv | Ramalho 11' Mair 25' |

| Red Bull Arena, Lipcse Nézőszám: 1000 |

| 2013. január 20. 14:00 |

| RB Leipzig                | 2 - 1               | SC Verl      |
| ------------------------- | ------------------- | ------------ |
| Kammlott 49' Kutschke 90' | (0 – 1) Jegyzőkönyv | Schröder 12' |

| Red Bull Arena, Lipcse Nézőszám: 270 |

| 2013. január 24. 14:30 |

| RB Leipzig              | 2 - 1               | FC Winterthur   |
| ----------------------- | ------------------- | --------------- |
| Frahn 12' Hoheneder 31' | (2 – 0) Jegyzőkönyv | Simijonovic 69' |

| Red Bull Arena, Lipcse |

| 2013. január 28. 14:30 |

| St. Gallen | 0 - 2               | RB Leipzig            |
| ---------- | ------------------- | --------------------- |
|            | (0 – 1) Jegyzőkönyv | Morys 3' Kammlott 62' |

|  |

| 2013. február 2. 14:30 |

| RB Leipzig                                                           | 7 - 1               | TSV Buchbach |
| -------------------------------------------------------------------- | ------------------- | ------------ |
| Schulz 27' Röttger 44' 64' Kammlott 49' 62' Rockenbach 55' Frahn 60' | (2 – 0) Jegyzőkönyv | Breu 74'     |

| Red Bull Arena, Lipcse Nézőszám: 500 |

## Statisztika

### Kezdő tizenegy
Csak a bajnoki mérkőzések statisztikái alapján:
| #  | N.          | P. | Név               | Kezdő |
| -- | ----------- | -- | ----------------- | ----- |
| 1  | Svájc       | K  | Fabio Coltorti    | 26    |
| 28 | Németország | V  | Fabian Franke     | 26    |
| 16 | Kazahsztán  | V  | Juri Judt         | 20    |
| 30 | Németország | V  | Christian Müller  | 24    |
| 23 | Ausztria    | V  | Niklas Hoheneder  | 28    |
| 15 | Németország | KP | Bastian Schulz    | 25    |
| 10 | Brazília    | KP | Thiago Rockenbach | 27    |
| 24 | Németország | KP | Dominik Kaiser    | 24    |
| 18 | Németország | KP | Timo Röttger      | 28    |
| 20 | Németország | CS | Stefan Kutschke   | 26    |
| 11 | Németország | CS | Daniel Frahn      | 27    |

### Házi góllövőlista
Utolsó frissítés: 2013. június 2.

#### Regionalliga Nordost
20 gólos
- Daniel Frahn

8 gólos
- Thiago Rockenbach
- Stefan Kutschke
- Bastian Schulz

4 gólos
- Carsten Kammlott

3 gólos
- Timo Röttger
- Dominik Kaiser

2 gólos
- Sebastian Heidinger
- Niklas Hoheneder
- Clemens Fandrich
- Matthias Morys

1 gólos
- Juri Judt
- Fabian Franke
- Henrik Ernst

### Rájátszás
2 gólos
- Stefan Kutschke

1 gólos
- Matthias Morys

### Barátságos mérkőzés
8 gólos
- Carsten Kammlott

4 gólos
- Thiago Rockenbach

3 gólos
- Daniel Frahn
- Niklas Hoheneder

2 gólos
- Timo Röttger

1 gólos
- Stefan Kutschke
- Bastian Schulz